# Utečeme na jih
Utečeme na jih (v anglickém originále Goin’ South) je americká filmová komedie z roku 1978. Režisérem filmu je Jack Nicholson. Hlavní role ve filmu ztvárnili Jack Nicholson, Mary Steenburgen, Christopher Lloyd, John Belushi a Richard Bradford.

## Ocenění
Mary Steenburgen byla za svou roli ve filmu nominována na Zlatý glóbus.

## Obsazení
| Jack Nicholson      | Henry Lloyd Moon |
| Mary Steenburgen    | Julie Tate       |
| Christopher Lloyd   | Towfield         |
| John Belushi        | Hector           |
| Richard Bradford    | šerif Kyle       |
| Veronica Cartwright | Hermine          |
| Jeff Morris         | Velký Abe        |
| Danny DeVito        | Hog              |